# Temple mormon de Raleigh
Le temple mormon de Raleigh est situé à Raleigh, dans l’État de Caroline du Nord, aux États-Unis. Il a été inauguré le 18 décembre 1999.